# 诺青根
诺青根是德国巴登-符腾堡州的一个市镇。总面积7.70平方公里，总人口3576人，其中男性1829人，女性1747人（2011年12月31日），人口密度464人/平方公里。